# アドリアーノ・ペレイラ・ダ・シウヴァ
アドリアーノ・ペレイラ・ダ・シウヴァ（Adriano Pereira da Silva、1982年4月3日 - ）は、ブラジルの元同国代表サッカー選手。ブラジル、サルヴァドール出身。ポジションはディフェンダー。

## 経歴
2004年の夏にグレミオFBPAからUSチッタ・ディ・パレルモに移籍。しかし、1試合のみの出場に留まり、2005年1月に保有権の50％をアタランタBCが買い取る形で移籍。その後、2007年6月1日にはアタランタが残りの保有権も買い取った。同年8月、移籍期限最終日にフランスのASモナコへ移籍。

## タイトル

### クラブ
アタランタBC
- セリエB : (2005-06)